# Camera nazionale della moda italiana
La Camera nazionale della moda italiana è un'associazione senza scopo di lucro, il cui fine è la promozione, il coordinamento del settore della moda italiana e la formazione dei giovani stilisti italiani.
Fu fondata nel 1958, diretta discendente del SIAM - Sindacato Italiano Alta Moda. Ha sede a Milano, in via Gerolamo Morone, 6. Attualmente rappresenta oltre 200 aziende, operanti in vari settori: abbigliamento, accessorio, pelletteria, calzature, distribuzione.
Il presidente e consigliere delegato  è Carlo Capasa fratello dello stilista salentino Ennio Capasa.
Il presidente onorario è Beppe Modenese.

## Organi
Gli organi direttivi sono il consiglio direttivo ed il comitato di presidenza.
Il consiglio direttivo è composto da un numero di membri variabile fra undici e diciotto. È dotato dei poteri necessari alla gestione ordinaria e straordinaria dell'associazione.
Il comitato di presidenza è composto dal presidente e dai quattro vicepresidenti del consiglio direttivo. Si occupa della gestione ordinaria e può sostituirsi, in caso di urgenza, al consiglio direttivo.

## Attività
L'attività principali di cui si occupa la Camera nazionale della moda italiana è l'organizzazione di eventi di grande importanza che si svolgono in Italia ed hanno per oggetto il settore della moda.
In particolare organizza le sfilate del prêt-à-porter a Milano (Milano Moda Donna e Milano Moda Uomo), che si svolgono principalmente presso la Fiera di Milano e nella tensostruttura al Castello Sforzesco. Organizza altresì le presentazioni della moda di sartoria a Roma (AltaRomAltaModa). In passato è stata promotrice anche di spettacoli televisivi, fra cui Donna sotto le stelle, che si svolgeva a Roma, in piazza di Spagna e che chiudeva la settimana romana dell'alta moda. Si occupa anche della formazione dei giovani stilisti italiani.

## Associazioni simili
- British Fashion Council
- Camera della Moda Araba
- Council of Fashion Designers of America
- Fédération française de la couture